# Taddeo Ugoletti
Taddeo Ugoletti 15. századi itáliai humanista, Mátyás király könyvtárosa.

## Élete
Valószínűleg Parmában született a 15. században.
1480–1490 között Budán élt, Mátyás király udvarában, és Bartholomeus Fontiusszal és Antonio Bonfinivel ő gyűjtötte össze és vásárolta meg a budai Corvina könyvtár számára az Itáliában fellelhető könyveket és kéziratokat.
Elsősorban Firenzéből vásárolt könyveket, és lemásoltatta Aiszkhülosz, Arius, Marcus Tullius Cicero, idősebb Plinius (Naturalis Historia), ifjabb Plinius (Epistolae – Levelek) és mások kéziratait is.
Egyik útja alkalmával a Budára visszainduló Bonfinivel küldött Rómában nyomtatott könyveket a királynak.
Ugoletti volt az irányítója az ifjú Corvin János neveltetésének.
Érdeklődést tanúsított a kor újdonsága, a könyvnyomtatás iránt. Hazatérve Parmába, bátyjának nyomdájában korrektorkodott.